# اللجنة الدولية للطبقات
اللجنة الدولية للطبقات (بالإنجليزية: International Commission on Stratigraphy)‏ وتختصر (ICS)، وهي منظمة علمية تهتم بعلم الطبقات، الجيولوجيا، وعلم الزمن على نطاق عالمي. وهي هيئة تابعة للاتحاد الدولي للعلوم الجيولوجية (أكبر هيئة علمية داخل المنظمة) والتي هي أساسا لجنة فرعية دائمة العامل حيث يتم عقد اجتماعات مكثفة بانتظام أكثر من الاجتماعات الرباعية المقررة من منظمة الاتحاد الدولي للعلوم الجيولوجية.
| طبقات الصخور في علم تاريخ طبقات الأرض | التغطية الزمنية في التاريخ الجيولوجي | ملاحظات في الوحدات الزمنية الجيولوجية            |
| ------------------------------------- | ------------------------------------ | ------------------------------------------------ |
| طبقة دهر (Eonothem)                   | دهر (Eon)                            | المجموع 4، وتقدر بنصف مليار سنة أو أكثر          |
| طبقة حقبة (Erathem)                   | حقبة (Era)                           | المحددة: 10، وتقدر بعدة مئات من ملايين السنين    |
| نظام (System)                         | عصر (Period)                         | المحددة: 22، وتقدر بعشرة إلى حوالي مئة مليون سنة |
| نسق (Series)                          | فترة (Epoch)                         | المحددة: 34، وتقدر بعشرة ملايين سنة              |
| مرحلة (Stage)                         | حين (Age)                            | المحددة: 99، وتقدر بملايين السنين                |
| نطاق زمني (Chronozone)                | زمن (Chron)                          | تقسيم فرعي للحين ولا تستخدم في مقياس ICS الزمني  |

## وصلات خارجية
- "www.stratigraphy.org". مؤرشف من الأصل في 2019-06-10. اطلع عليه بتاريخ 2018-01-19.
- "International Chronostratigraphic Chart". stratigraphy.org. مؤرشف من الأصل في 2014-05-30. اطلع عليه بتاريخ 2018-01-19.
- "ICS Subcommission for Stratigraphic Information at Purdue University". مؤرشف من الأصل في 2010-06-05. اطلع عليه بتاريخ 2018-01-19.